# Åbyhällen

Felsbildkonzentrationen in Schweden

Åbyhällen, nahe dem Nordende des Åbyfjord zwischen Övre Kärr und Åby, ist einer der größten Felsritzungsplätze in Bohuslän in Schweden. Er wurde 1967 von Göran Andersson entdeckt und besteht aus einem flach abfallenden Felsaufschluss, mit etwa 120 Bildern, darunter etwa 30 Schiffsbilder.
Die Felsritzungen stammen aus der Bronzezeit. Unter anderem findet man hier Bohusläns älteste Schiffsritzung, die etwa 1700 v. Chr. entstand. Die meisten Motive (Menschen, Tiere und Schiffe) sind typisch für schwedische Felsbilder (schwedisch Hällbilder) aber die Tierspur, die vermutlich zu einem Wolf gehört, ist einzigartig.

## Beschreibung

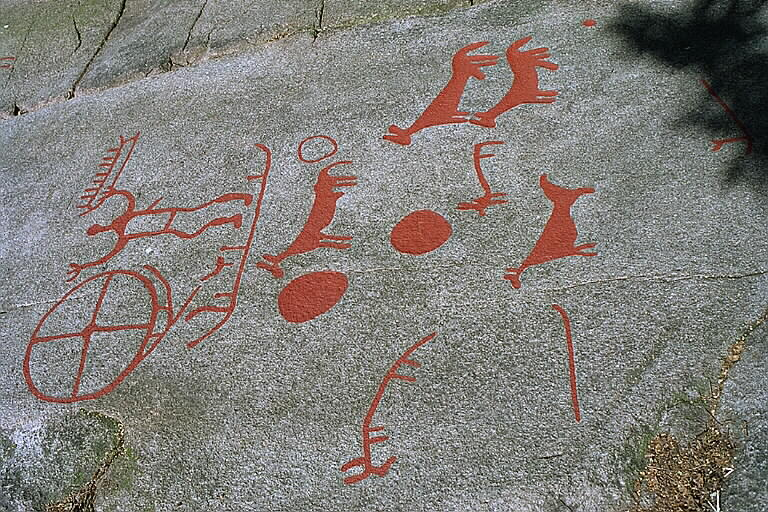
Heilige Hochzeit – links

Auf einem der Schiffe findet eine heilige Hochzeit statt. Solche Szenen kommen auf verschiedenen Felsen Bohusläns vor, aber selten liegt der Schauplatz auf dem Meer. Heilige Hochzeiten gab es in den meisten vorchristlichen Religionen. Eines der ältesten und bekanntesten Beispiele ist der Baal-Kult. Die heilige Hochzeit beschwört die Fruchtbarkeit von Mensch und Tier.
Unter einem Schiff steht eine Reihe von Männern. Einige tragen merkwürdige Kopfbedeckungen. Vermutlich sind dies Bronzehelme. Solche Helme wurden auf dem Kontinent an mehreren Orten gefunden, aber bisher gibt es im Norden keine derartigen Funde.
In der Nähe liegt das Ganggrab von Åby.